# FNZ Bank

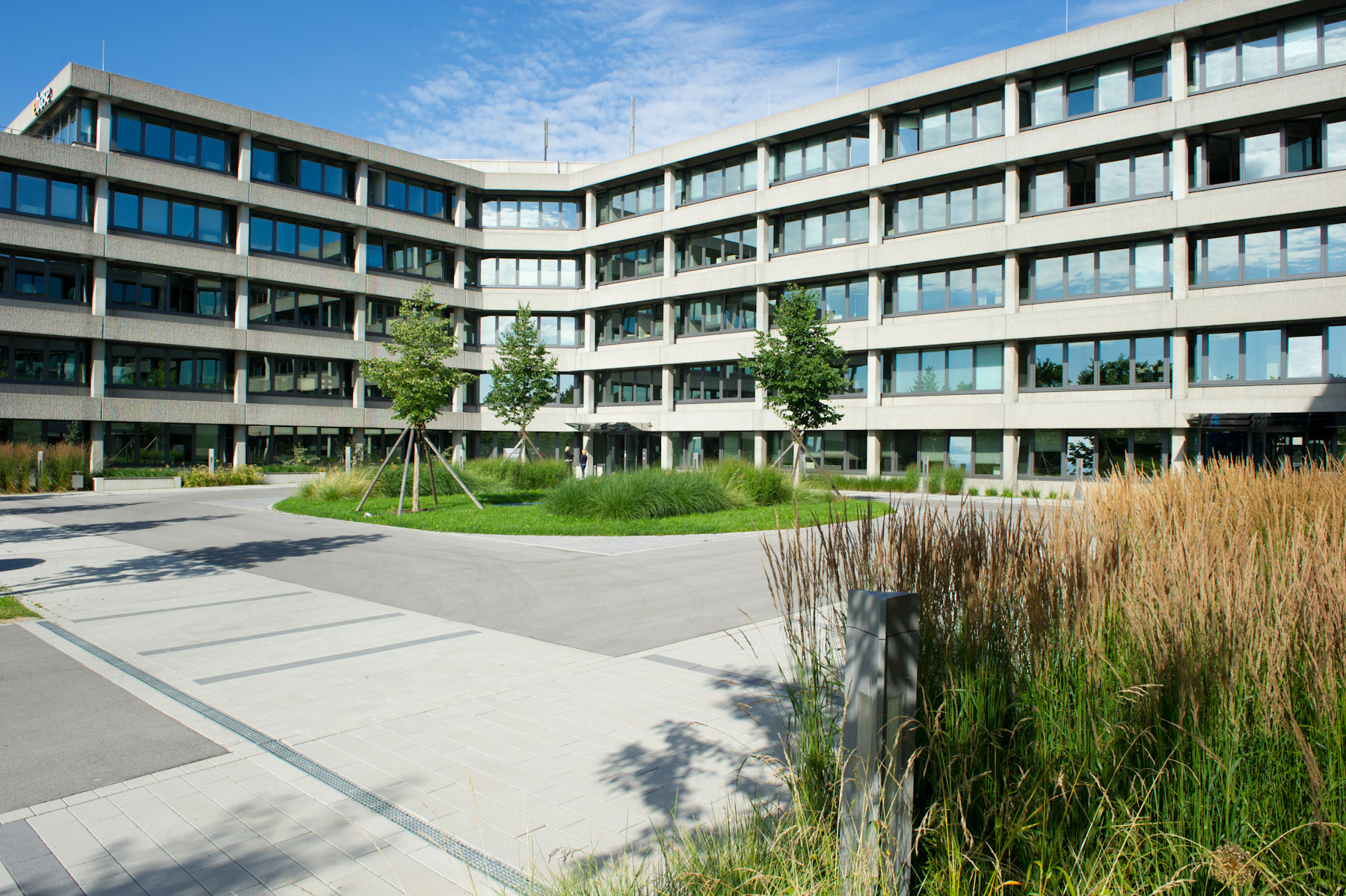
Hauptsitz der Bank (2012)

Die FNZ Bank SE (vormals European Bank for Financial Services, kurz ebase) ist ein deutsches Finanzdienstleistungsinstitut aus Aschheim bei München. Das Unternehmen war eine Tochtergesellschaft der Commerzbank sowie der Comdirect und gehört mittlerweile zur britischen FNZ Group, ein globaler Anbieter von Plattformen zum Vermögensmanagement.
Die FNZ Bank ist eine führende B2B-Direktbank und erbringt Dienstleistungen für Finanzvertriebe, Versicherungen, Banken, Vermögensverwalter, Kapitalverwaltungsgesellschaften und Finanztechnologie-Unternehmen. Die FNZ Bank ist als Vollbank auf mandantenfähige Angebote spezialisiert. Das verwahrte Vermögen (Assets under administration) belief sich Ende 2024 auf rund 135 Mrd. Euro.

## Geschichte

### Gründung und erste Jahre
2001 kündigte die damalige Commerzbank-Tochter ADIG (Allgemeine Deutsche Investmentgesellschaft) die Öffnung ihrer Depotverwaltung für Dritte an. Zu diesem Zweck wurde die European Bank for Fund Services (ebase) gegründet. Ziel war es, die Depotführung auszulagern, um sich stärker auf das Kerngeschäft einer Fondsgesellschaft zu konzentrieren.
2002 wurde das Unternehmen ins Handelsregister eingetragen und nahm den operativen Geschäftsbetrieb auf. Kernprodukt von Ebase war eine Plattform, welche die Verwaltung von Anteilen unterschiedlicher Fonds in einem Depot ermöglichte. Dadurch wurde die Beschaffung, Verwahrung und Verwaltung für Vermittler und andere in technischer und regulatorischer Hinsicht stark vereinfacht.
2003 übernahm das Unternehmen die Depotverwaltung von Credit Suisse Asset Management und der Siemens Kapitalanlagegesellschaft. 2004 übergab Universal Investment ihre Depotverwaltung an Ebase. 2005 wurde Ebase die Depotbank für Fondsprodukte von Vontobel.

### Ausbau des Angebots
In den 2000er-Jahren entwickelte Ebase neue Angebote auch im Bereich der betrieblichen Altersvorsorge. Außerdem wurde das Angebot um Einlagenprodukte erweitert, in diesem Zusammenhang wurden beispielsweise Verrechnungs- und Tagesgeldkonten eingeführt. Im Zuge dessen beantragte das Unternehmen 2008 die Geschäftserlaubnis als Einlagen-/Kreditinstitut, kurz Vollbank.
Bis 2008 war Ebase Teil der Commerzbank-Gruppe. Nach der Neuordnung dieses Bereichs wurde Ebase 2009 innerhalb des Konzerns der Direktbank comdirect zugeordnet. 2010 verlegte das Unternehmen seinen Hauptsitz von Haar bei München ins benachbarte Aschheim. Dort bezog das Unternehmen größere Flächen, die es bis heute nutzt.
Bezogen auf das Angebot wurden mehr Leistungen für institutionelle Kunden in das Angebot aufgenommen, beispielsweise im Zusammenhang mit fondsgebundenen Versicherungen. Ebase entwickelte sich zu einem Vorreiter bei der Abwicklung von Fondsanteilen mit mehreren Nachkommastellen, sodass erstmals kleinere Sparraten darstellbar waren. Außerdem wurde das Leistungsspektrum um allgemeine Wertpapiergeschäfte beispielsweise mit Aktien oder Anleihen und Wertpapierkredite ergänzt.
Um dem erweiterten Produktspektrum stärker Rechnung zu tragen, erhielt das Unternehmen 2013 den Namen European Bank for Financial Services (ebase).
2013 startete Ebase einen selbst entwickelten Robo-Advisor. Dabei handelte es sich um eine vollständig digitale Vermögensverwaltung auf Basis börsengehandelter Fonds (ETFs), die nach einem Algorithmus automatisiert gehandelt und verwaltet werden. Zudem wurde 2016 ein Fondsmarktplatz für Privatanleger eröffnet.

### Aktuellere Entwicklungen
Mitte 2018 gab der britische Finanzdienstleister FNZ die Übernahme der damaligen Ebase bekannt. Der Kaufpreis lag bei rund 151 Millionen Euro. Die Transaktion wurde ein Jahr später abgeschlossen und stand vor dem Hintergrund einer Fokussierung auf das Kerngeschäft der Commerzbank und ihrer Tochter comdirect. Für die FNZ Group bedeutete die Akquisition den Einstieg in den deutschen Markt.
Mitte 2020 kündigte Ebase an, das Wertpapiergeschäft der Augsburger Aktienbank zu übernehmen. Die Migration der etwa 180.000 Depots mit einem Volumen von etwa 17 Milliarden Euro wurde 2021 erfolgreich durchgeführt. Das Unternehmen übernahm auch Mitarbeiter der Augsburger Aktienbank. In der Folge wurde in Augsburg ein Kompetenzzentrum der FNZ Group als zweiter deutscher Standort etabliert.
Um die Zugehörigkeit zur FNZ Group auch im Namen deutlich zu machen, wurde Ebase 2023 in FNZ Bank umbenannt. Im selben Jahr erfolgte ein Wechsel der Rechtsform zur Europäischen Gesellschaft (SE). Außerdem kündigte das Unternehmen die Fusion mit der ebenfalls zur Gruppe gehörenden Fondsdepot Bank an.
Ende 2024 wurde das Einlagen- und Verwahrgeschäft der Fondsdepot Bank in die FNZ Bank integriert. Die ehemalige Fondsdepot Bank fokussiert sich nun rein auf Haftungsdachleistungen und wurde in Deutsche Haftungsdach (DHD) GmbH umbenannt.

## Gegenwart

### Unternehmensstruktur
Die FNZ Bank firmiert als Societas Europaea (SE) nach deutschem Handelsrecht. Gegenstand des Unternehmens sind Bankgeschäfte und Finanzdienstleistungen aller Art, einschließlich der Annahme fremder Gelder als Einlagen, der Gewährung von Darlehen sowie der Anschaffung und Veräußerung von Wertpapieren auf eigene und fremde Rechnung.
Alleinige Aktionärin der FNZ Bank ist die FNZ Group, die das Unternehmen voll konsolidiert. Der Vorstand der FNZ Bank besteht aus Peter Karst, Philip Laucks und Pamela Schmidt-Fischbach. Vorsitzender des Aufsichtsrates ist Zvezdana Seeger.
Die FNZ Bank ist ein CRR-Kreditinstitut und unterliegt der Aufsicht durch die BaFin. Sie ist Mitglied im Einlagensicherungsfonds des Bundesverbands deutscher Banken und Teil der Entschädigungseinrichtung deutscher Banken.

### Leistungsspektrum
Die FNZ Bank bietet als Vollbank neben Dienstleistungen im Depotgeschäft unter anderem auch Portfolioverwaltung und Einlagengeschäft an. Das Angebot der FNZ Bank umfasst dabei digitale Lösungen für das Vermögensmanagement, also vom Vermögensaufbau über die Vermögensanlage bis zur Vermögensentnahme. Dazu gehören über 100 verschiedene Depotlösungen, insbesondere Wertpapier-, Investment- und Arbeitszeitdepots. Dazu kommen Einlagengeschäfte mit Tages- und Festgeldkonten.
Die FNZ Bank positioniert sich als Partner und Dienstleister für verschiedenste Unternehmen des Finanzsektors. Nach eigenen Angaben hat die FNZ Bank derzeit rund 400 Kooperationspartner. Alle Produkte können an die Markenführung der Partner angepasst werden (Co-Branding und White-Label).